# Devotional Songs
Az 1992-es Devotional Songs Nusrat Fateh Ali Khan nagylemeze. Szerepel az 1001 lemez, amit hallanod kell, mielőtt meghalsz című könyvben.

## Az album dalai
|     | Cím                             | Szerző(k)             | Hossz |
| --- | ------------------------------- | --------------------- | ----- |
| 1.  | Allah Hoo Allah Hoo             | Nusrat Fateh Ali Khan | 7:57  |
| 2.  | Yaad-E-Nabi Gulshan Mehka       | Khan                  | 7:36  |
| 3.  | Haq Ali Ali Haq                 | Khan                  | 7:23  |
| 4.  | Ali Maula Ali Maula Ali Dam Dam | Khan, Baba Bulla Shah | 7:44  |
| 5.  | Mast Nazroon Se Allah Bachhae   | Khan                  | 6:21  |
| 6.  | Woh Hata Rahe Hain Pardah       | Khan                  | 7:57  |
| 7.  | Yehjo Halka Saroor Hae          | Khan                  | 7:15  |
| 8.  | Biba Sada Dil Morr De           | Khan                  | 7:11  |
| 9.  | Yaadan Vichhre Sajan Dian Aiyan | tradicionális         | 7:22  |
| 10. | Sanson Ki Mala Pey              | tradicionális         | 7:13  |

## Közreműködők
- Majawar Abbas – gitár, mandolin
- Rahmat Ali – harmónium
- David Buckland – fényképek
- Sy-Jenq Cheng – művészi vezető, design
- Ghulam Fareed – háttérvokál
- Malcolm Garrett – művészi vezető, design
- Dildar Hussain – tabla
- Maqsood Hussain – ének
- Farrukh Fateh Ali Khan – harmónium, ének
- Nusrat Fateh Ali Khan – ének
- Rahat Fateh Ali Khan – háttérvokál
- Ishida Masataka – fényképek